# Bale ofiar
Bale ofiar – bale organizowane w okresie po przewrocie 9 thermidora, w czasie rewolucji francuskiej. Brać w nich udział mogły jedynie osoby, które straciły w czasie rewolucji przynajmniej jedną osobę z bliskiej rodziny, skazaną przez Trybunał Rewolucyjny i zgilotynowaną. Według Moniki Milewskiej, popularność balów była tak wielka, że aby się na nie dostać uciekano się do podrabiania dokumentów to poświadczających. 
Organizatorami balów byli najczęściej młodzi przedstawiciele rodzin arystokratycznych, którzy odzyskali po przewrocie thermidoriańskim przynajmniej część rodowych fortun i pragnęli odbudować we Francji przedrewolucyjne życie towarzyskie wyższych sfer. Pierwszy bal ofiar odbył się najprawdopodobniej na początku 1795. 
Zachowane opisy balów ofiar wskazują na łączenie niezwykle wystawnych obyczajów, naśladujących etykietę przedrewolucyjną, ze specyficznymi gestami nawiązującymi do kary śmierci przez dekapitację. Uczestnicy balów nosili żałobne stroje lub przynajmniej czarne wstążki. Kobiety obcinały włosy lub zaczesywały je do góry, naśladując tym samym swoje skazane na śmierć krewne, które musiały w podobny sposób odsłonić szyję przed wykonaniem na nich wyroku. Popularnym zwyczajem było również zawiązywanie czerwonej nici wokół szyi oraz zastąpienie tradycyjnego skinienia głową na powitanie gwałtownym ruchem naprzód, imitującym spadanie uciętej głowy na ziemię. Tego rodzaju gesty uznawane są za przejaw dążenia do zapomnienia o własnych dramatycznych przeżyciach z epoki rewolucji poprzez oswajanie groźnych do tej pory symboli. 
W ostatnich latach fakt przeprowadzania balów ofiar został zakwestionowany; niektórzy historycy (np. David Bell) uważają je za fikcję literacką powstałą we Francji we wczesnym okresie romantyzmu, w czasie popularności nurtu frenetycznego w literaturze. Potwierdzeniem dla tej tezy ma być stosunkowo niewielka ilość bezpośrednich i pozbawionych literackich cech wspomnień dotyczących udziału w balach oraz wyraźne rozbieżności w zachowanych opisach ich przebiegu. Większość francuskich historyków uznaje jednak organizację balów ofiar za fakt. 
Daniel Gerould interpretuje bale ofiar jako środek poszukiwania przez ocalone pokolenie sposobu wyrażenia swojego bólu z powodu straty najbliższych, [...] akty symbolicznego dołączenia do grona zgilotynowanych. Podobną funkcję pełnić mogła moda à la Victime oraz liczne pamiętniki wydawane po okresie thermidoriańskim.